# Grădișteanca
Grădișteanca – wieś w Rumunii, w okręgu Teleorman, w gminie Gălăteni. W 2011 roku liczyła 234 mieszkańców.